# Лисий хвост (растение)
Водиетия, или жарг. Лисий хвост (лат. Wodyetia bifurcata, англ. Foxtail palm) — вид пальм, открытый в северной Австралии, штат Квинсленд (англ. Queensland) в конце 1970 годов (по другим источникам — в начале 1980-х). Единственный вид рода Wodyetia.

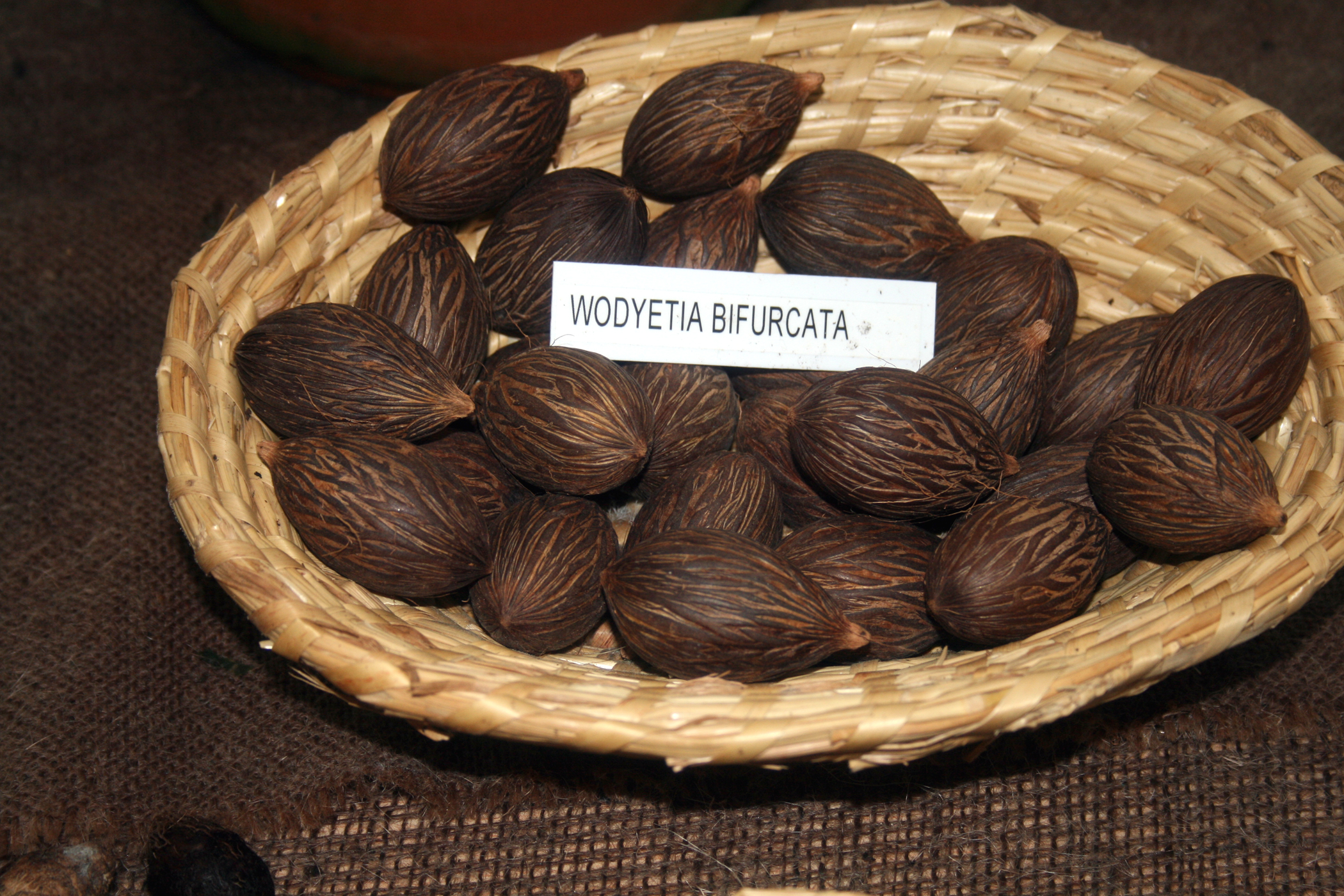
Плоды.

Лисий хвост — тропическая пальма с перистыми листьями и прямым стволом высотой до 10 м. По внешнему виду напоминает королевскую пальму, отличается меньшими размерами и более пушистыми листьями, из-за чего ветви похожи на лисий хвост.
Пальма Лисий хвост — популярное декоративное растение; культивируется во многих странах мира, особенно в южной Флориде и южной Калифорнии.

## Этимология
Большая часть мира не знала о существовании этой "эффектной" пальмы до 1978 года, когда один абориген привлек к ней внимание ботаников и всего мира.
Имя аборигена было записано как "Wodyeti", отсюда и родовое название этого австралийского эндемичного вида - Wodyetia. Видовое название "bifurcata" происходит от латинского, означающего "разделенный на две части", в связи с разветвляющимися ("раздвоенными") волокнами, покрывающими семена.